# قصف هلسنكي

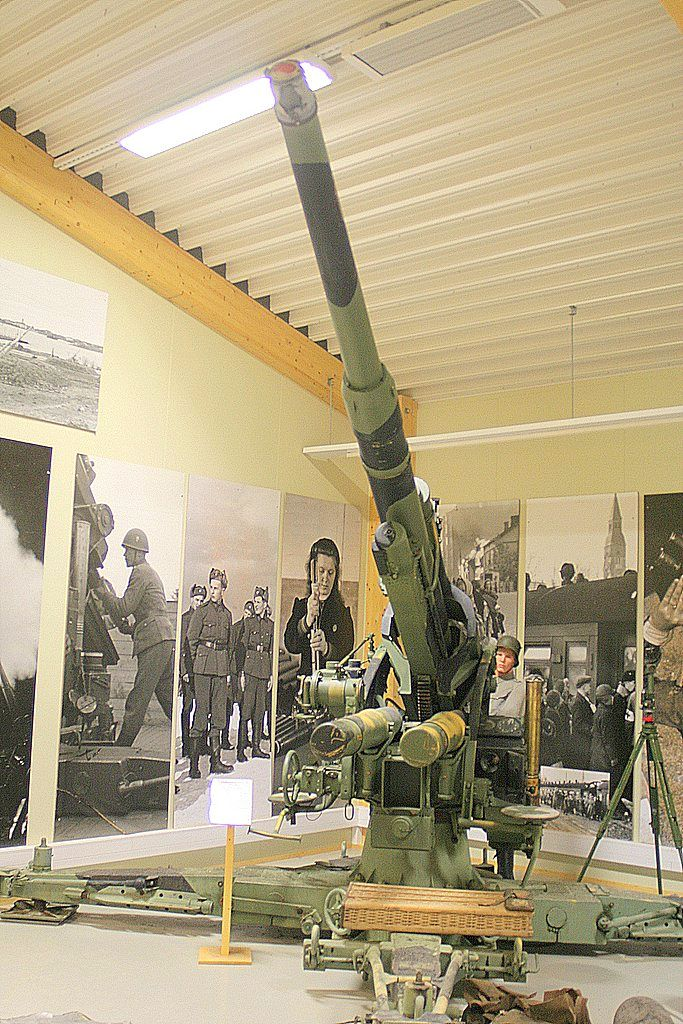
An 88 mm AA-gun at the Finnish anti-aircraft museum

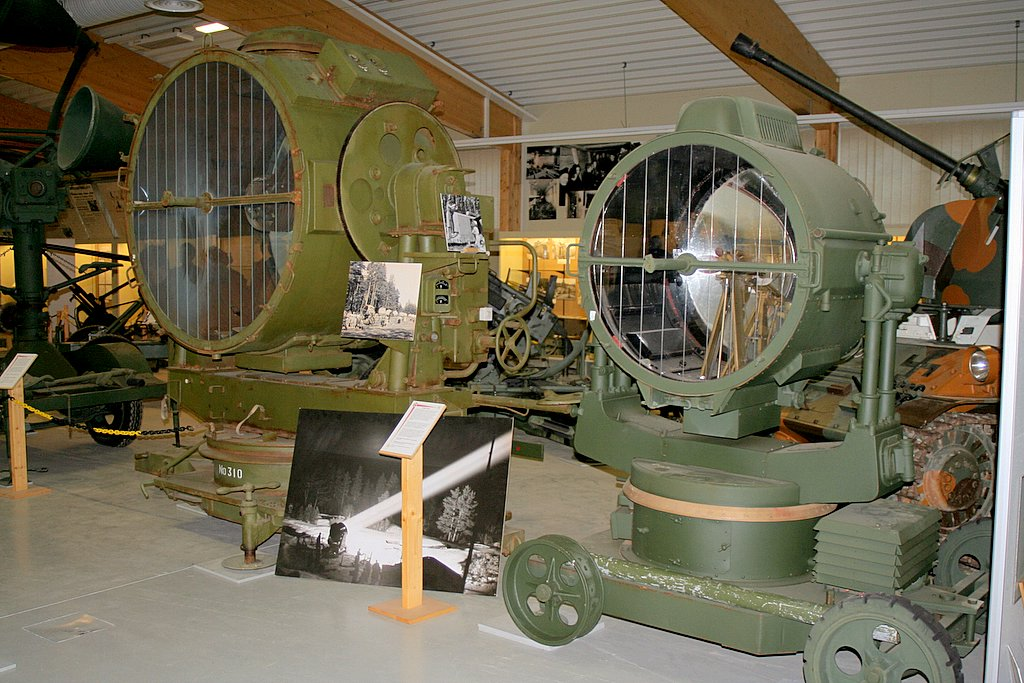
Search lights at the Finnish anti-aircraft museum

تعرضت عاصمة فنلندا هلسنكي للقصف عدة مرات خلال الحرب العالمية الثانية. بين عامي 1939-1945 خاضت فنلندا ثلاثة حروب ، اثنتان ضد الاتحاد السوفياتي وواحدة ضد ألمانيا. أعنف الغارات كانت ثلاثة في فبراير 1944، والتي سـُميت بالغارات الكبرى على هلسنكي (بالفنلندية: Helsingin suurpommitukset).
كانت هلسنكي أسهل نوعاً ما خلال حرب الاستمرار لكون القاذفات السوفياتية ركزت أساساً على القوات الألمانية في دول البلطيق. وقد قـُصفت هلسنكي 39 مرة خلال حرب الاستمرار، قتل 245 شخصاً وجرح 646، معظمهم في ثلاثة غارات كبرى في عام 1944.
|                                                                                                   | الغارات | القنابل   | القتلى | الجرحى |
| ------------------------------------------------------------------------------------------------- | ------- | --------- | ------ | ------ |
| حرب الشتاء                                                                                        | 8       | حوالي 350 | 971    | 260    |
| 1941                                                                                              | 9       | حوالي 80  | 332    | 210    |
| 1942                                                                                              | 17      | حوالي 70  | 683    | 167    |
| 1943                                                                                              | 13      | حوالي 110 | 3      | 21     |
| 1 91 حالة وفاة في 30 نوفمبر 1939 2 22 حالة وفاة يوم 9 يوليو 1941 3 51 حالة وفاة يوم 8 نوفمبر 1942 |         |           |        |        |

في فبراير 1944، شن الاتحاد السوفياتي ثلاث غارات قصف هائلة على هلسنكي. كان الهدف هو كسر الروح القتالية الفنلندية و إكراه الفنلنديين على الجلوس على طاولة السلام. جرت الغارات في ليالي 16-17، 6-7 و 26-27 فبراير. تحصل جوزيف ستالين على دعم بريطاني وأمريكي لهذا التدبير في مؤتمر طهران في عام 1943. بهذه الطريقة تأملوا إجبار الفنلنديين لقطع علاقاتهم مع ألمانيا والموافقة على تسوية سلمية مع الاتحاد السوفياتي.
أُحصيت حوالي 2121 طلعة في الغارات الثلاثة في فبراير 1944، أسقطت أكثر من 16000 قنبلة على هلسنكي. من الطلقات 34200 أطلقت ضد القاذفات الثقيلة مع AA - المدفعية ، وكان 12900 لقطات مع ضوء AA - المدفعية. تمكن الفنلنديون خداع الاستطلاعات عبر إشعال النار في الجزر خارج المدينة، واستخدام أنوار الكشافات فقط شرقي المدينة، مما أدى إلى اعتقاد الاستطلاعات أنها كانت المدينة. سقطت 530 قنبلة فقط داخل المدينة نفسها. كما تركت غالبية سكان هلسنكي المدينة وكان عدد الضحايا منخفضة جداً بالمقارنة مع مدن أخرى في تلك الفترة.
دمرت القنابل بين يومي 22-25 بنيران AA ، وقـُتل أربعة على يد مقاتلين ألمان ليليين.